# Artur Michalkiewicz
Artur Paweł Michalkiewicz (* 11. September 1977 in Wrocław) ist ein ehemaliger polnischer Ringer. Er wurde 2006 Europameister im griechisch-römischen Stil im Mittelgewicht.

## Werdegang
Artur Michalkiewicz begann als Jugendlicher im Jahre 1988 in seiner Heimatstadt mit dem Ringen. Er konzentrierte sich dabei auf den griechisch-römischen Stil und wurde dazu Mitglied des Sportclubs WKS Śląsk Wrocław. Sein erster Trainer war Jan Stroiny, später kamen noch Jerzy Adamek und Józef Tracz hinzu. Um seinen Sport ausüben zu können, wurde er Armeeangehöriger und startete, nachdem er erste Erfolge hatte einheimsen können, in der deutschen Bundesliga für den SV Johannis Nürnberg, den KSV Köllerbach, den KSV 07 Witten und den 1. Luckenwalder SC. Bei einer Größe von „nur“ 1,73 Metern war er ein untersetzter, sehr kraftvoller Ringer.
Er kam bereits im Juniorenalter zu seinem ersten Einsatz bei einer internationalen Meisterschaft. Dabei kam er allerdings bei der Junioren-Europameisterschaft 1995 in Witten in der Gewichtsklasse bis 74 kg nur auf den 10. Platz. 1997 wurde er aber in Istanbul hinter dem Griechen Georgios Tziolas Vize-Europameister und in Turku hinter dem Ungarn Sándor Bárdosi Vize-Weltmeister bei den Junioren.
1998 wurde Artur Michalkiewicz erstmals polnischer Meister bei den Senioren im Weltergewicht, dem noch mehrere polnische Meistertitel folgten. Im Jahre 1999 gab er bei der Europameisterschaft in Sofia sein Debüt bei einer internationalen Meisterschaft der Senioren. Er belegte dabei im Weltergewicht den 8. Platz. In den nächsten Jahren nahm er dann regelmäßig an Welt- und Europameisterschaften teil, zunächst im Weltergewicht und ab 2002 im Mittelgewicht. Er konnte dabei allerdings keine Medaillen gewinnen, obwohl er so manchen Weltklassenringer besiegte. Im Jahre 2000 gelang es ihm auch, sich für die Olympischen Spiele in Sydney zu qualifizieren. In Sydney besiegte er im Weltergewicht Faafetai Iutana aus Samoa, verlor aber gegen Wjatscheslaw Makarenko aus Belarus und gegen Dawid Manukjan aus der Ukraine und erreichte den 9. Platz.
2004 konnte er sich nicht für die Olympischen Spiele in Athen qualifizieren. Im Jahre 2006 gelang ihm dann in Moskau der größte Erfolg in seiner Laufbahn. Mit Siegen über Nazmi Avluca, Türkei, Andrea Minguzzi, Italien, Alexei Mischin, Russland, Wjatscheslaw Makarenko und Denis Forow aus Armenien wurde er Europameister im Mittelgewicht. Auch bei der Weltmeisterschaft 2006 in Guangzhou war Artur Michalkiewicz lange Zeit auf Medaillenkurs. Er besiegte dort Wjatscheslaw Makarenko, Aleksandr Doxturishvili aus Usbekistan und Ara Abrahamian aus Schweden, verlor aber dann überraschend gegen Kim-Jussi Nurmela aus Finnland. Da dieser das Finale nicht erreichte, schied er aus und landete schließlich doch nur auf dem 7. Platz.
Im Jahre 2008 gelang ihm zum zweiten Mal die Teilnahme an Olympischen Spielen. In Peking verlor er allerdings gleich seinen ersten Kampf gegen Bradley Vering aus den Vereinigten Staaten, was sein Ausscheiden bewirkte. Er kam deshalb nur auf den 16. Platz. Einen Monat nach diesen Olympischen gelang ihm dann ein Prestigeerfolg, denn er wurde in Split Militär-Weltmeister vor Andrei Baranowski, Belarus, Nenad Žugaj, Kroatien und Jan Fischer, Deutschland.
Ende 2009 beendete Artur Michalkiewicz seine internationale und Ende 2011 auch seine nationale Ringerlaufbahn.

## Internationale Erfolge
| Jahr | Platz | Wettbewerb                                  | Gewichtsklasse | Ergebnisse |
| 1995 | 10.   | Junioren-EM in Witten                       | bis 74 kg      | Sieger: Sandor Bardosi, Ungarn vor Sergei Beregovoj, Ukraine |
| 1997 | 2.    | Junioren-EM in Istanbul                     | Welter         | hinter Georgios Tziolas, Griechenland, vor Tekin Caglar, Türkei                                                                                                  |
| 1997 | 2.    | Junioren-WM in Turku                        | Welter         | hinter Sandor Bardosi, vor Karam Ibrahim, Ägypten |
| 1999 | 8.    | EM in Sofia                                 | Welter         | nach einer Niederlage gegen Levon Geghamjan, Armenien und einem Sieg über Alberto Recuero Garcia, Spanien                                                        |
| 1999 | 3.    | Militär-WM in Zagreb                        | Welter         | hinter Andrei Tscherepachin, Russland und Kim Jung-sub, Südkorea                                                                                                 |
| 1999 | 12.   | WM in Athen                                 | Welter         | nach Siegen über Ole Petter Tveiten, Norwegen und Asamat Almabekow, Kirgisistan und einer Niederlage gegen Tariel Melelaschwili, Georgien                        |
| 2000 | 6.    | Olympia-Qualif.-Turnier in Faenza           | Welter         | Sieger: Wjatscheslaw Makarenko, Belarus vor Kwitscha Bichinaschwili, Georgien                                                                                    |
| 2000 | 7.    | Olympia-Qualif.-Turnier in Clermont-Ferrand | Welter         | Sieger: Marko Yli-Hannuksela, Finnland vor Kwitscha Bichinaschwili                                                                                               |
| 2000 | 4.    | Olympia-Qualif.-Turnier in Taschkent        | Welter         | hinter Kim Jon-soo, Südkorea, Ewgeni Erofailow, Usbekistan und Matt Lindland, USA                                                                                |
| 2000 | 9.    | OS in Sydney                                | Welter         | nach einem Sieg über Faafetai Iutana, Sambia und Niederlagen gegen Wjatscheslaw Makarenko und Dwid Manukjan, Ukraine                                             |
| 2001 | 9.    | WM in Patras                                | Welter         | nach einem Sieg über Nazmi Avluca, Türkei und Niederlagen gegen Yvon Riemer, Frankreich und Marko Yli-Hannuksela                                                 |
| 2002 | 5.    | Großer Preis von Deutschland in Dortmund    | Mittel         | Sieger: Luiz Enrique Mendez Lazo, Kuba vor Kai Dittrich, Deutschland                                                                                             |
| 2003 | 14.   | EM in Belgrad                               | Mittel         | nach einem Sieg über Andrea Minguzzi, Italien und einer Niederlage gegen Nazmi Avluca                                                                            |
| 2003 | 2.    | Militär-WM in Istanbul                      | Mittel         | hinter Nazmi Avluca, vor Schota Narmanja, Belarus und Aaron Sieracki, USA                                                                                        |
| 2003 | 15.   | WM in Créteil                               | Mittel         | nach einer Niederlage gegen Gotcha Ziziaschwili, Israel und Siegen über Malik Salya Dev, Indien und Balázs Kiss, Ungarn                                          |
| 2004 | 7.    | Olympia-Qualif.-Turnier in Novi Sad         | Mittel         | Sieger: Alexei Mischin, Russland vor Oleksandr Darahan, Ukraine                                                                                                  |
| 2004 | 7.    | Olympia-Qualif.-Turnier in Taschkent        | Mittel         | Sieger: Behrouz Jamshidi, Iran vor Levon Geghamjan |
| 2005 | 7.    | Großer Preis von Deutschland in Dortmund    | Mittel         | Sieger: Luiz Enrique Mendez Lazo vor Akif Canbas, Türkei |
| 2005 | 7.    | WM in Budapest                              | Mittel         | nach Siegen über Michael Jauch, Schweiz, Armen Geghamjan, Armenien und Ma Sanyi, China und Niederlagen gegen Alexei Mischin und Nazmi Avluca                     |
| 2006 | 1.    | EM in Moskau                                | Mittel         | nach Siegen über Nazmi Avluca, Andrea Minguzzi, Alexei Mischin, Wjatscheslaw Makarenko und Denis Forow, Armenien                                                 |
| 2006 | 7.    | WM in Guangzhou                             | Mittel         | nach Siegen über Wjatscheslaw Makarenko, Aleksandr Doxturishvili, Usbekistan und Ara Abrahamian, Schweden und einer Niederlage gegen Kim-Jussi Nurmela, Finnland |
| 2007 | 1.    | Grand-Prix Akropolis in Athen               | Mittel         | vor Attila Bátky, Slowakei, Wjatscheslaw Makarenko und Aaron Sieracki                                                                                            |
| 2007 | 5.    | EM in Sofia                                 | Mittel         | nach Siegen über Mats Rolfsen, Norwegen, Brian Jörgensen, Dänemark und Nazmi Avluca und Niederlagen gegen Alexei Mischin und Mélonin Noumonvi, Frankreich        |
| 2007 | 1.    | Großer Preis von Deutschland in Dortmund    | Mittel         | vor Rene Zimmermann, Deutschland, Andrei Baranowski, Belarus und Andrea Minguzzi                                                                                 |
| 2007 | 21.   | WM in Baku                                  | Mittel         | nach einem Sieg über Mario Baumgarten, Schweiz und einer Niederlage gegen Ara Abrahamian                                                                         |
| 2008 | 1.    | Wladyslaw-Pytlasinski-Memorial in Ratibor   | Mittel         | vor Ewgeni Bogomolow, Russland und Zoltán Fodor, Ungarn |
| 2008 | 5.    | Golden-Grand-Prix in Szombathely            | Mittel         | hinter Badri Chassaia, Georgien, Andrei Baranowski, Kim Jung-sub und Wjatscheslaw Makarenko                                                                      |
| 2008 | 14.   | EM in Tampere                               | Mittel         | nach einem Sieg über Marian Mihalik, Slowakei und einer Niederlage gegen Melonin Noumonvi                                                                        |
| 2008 | 3.    | Olympia-Qualif.-Turnier in Rom-Ostia        | Mittel         | hinter Melonin Noumonvi und Andrei Samochin, Kasachstan |
| 2008 | 3.    | Großer Preis von Deutschland in Dortmund    | Mittel         | hinter Melonin Noumonvi und Andrei Baranowski |
| 2008 | 16.   | OS in Peking                                | Mittel         | nach einer Niederlage gegen Bradley Vering, USA |
| 2008 | 1.    | Militär-WM in Split                         | Mittel         | vor Andrei Baranowski, Nenad Zugaj, Kroatien und Jan Fischer, Deutschland                                                                                        |
| 2009 | 5.    | Großer Preis von Deutschland in Dortmund    | Mittel         | Sieger: Alexei Mischin vor Lennie Persson, Schweden |
| 2009 | 8.    | Golden-Grand-Prix in Baku                   | Mittel         | Sieger: Habibollah Jomeh Achlaghi, Iran vor Ewgeni Bogomolow |

Erläuterungen:
- alle Wettkämpfe im griechisch-römischen Stil
- OS = Olympische Spiele, WM = Weltmeisterschaft, EM = Europameisterschaft
- Weltergewicht, Gewichtsklasse bis 2001 bis 76 kg, seit 2002 bis 74 kg, Mittelgewicht, seit 2002 bis 84 kg Körpergewicht